# Abraham Emanuel Fröhlich
Litografia de Abraham Emanuel Fröhlich por Friedrich Hasler, 1866
Abraham Emanuel Fröhlich (Brugg, 1 de fevereiro de 1796 — Gebenstorf, 1 de dezembro de 1865) foi um escritor, poeta, teólogo protestante e professor suíço.

## Biografia
Fröhlich nasceu em Brugg no cantão de Argóvia, onde seu pai era professor. Após estudar teologia em Zurique, tornou-se pastor em 1817 e voltou para a sua cidade natal como professor de língua alemã e literatura, o que envolvia também cuidar da paróquia de Mönthal, não muito distante de Brugg. Durante seus dez anos de trabalho lá, ele se casou, teve encontros estimulantes com clérigos competentes da vizinhança, incluindo Johann Melchior Schuler, que era conhecido como historiador.
Espirituoso, de mente livre e apaixonado por sátiras, Fröhlich infringiu muitos preconceitos caseiros e, portanto, não conseguiu se candidatar ao pastorado em Brugg (1823). Essa experiência amarga deu origem a “Hundert neue Fabeln” (Cem novas fábulas), em 1825. Uma segunda edição ampliada (1829) foi acompanhada pelo conhecido Martin Disteli, de Olten, com um livreto de contornos satíricos atrevidos. No outono de 1827, Fröhlich substituiu Adolf Ludwig Follen como professor de alemão na escola cantonal de Aarau. Ao mesmo tempo, ele também lecionou geografia e religião e ocupou o cargo de reitor em 1832 e 1833.
As batalhas políticas partidárias no início da década de 1930 lhe causaram muita inquietação. Ele lutou com seriedade e humor ao lado das autoridades contra os inovadores impetuosos, especialmente como editor do “Neue Argóviaer Zeitung” (1831–1835). Lentamente, passou por uma mudança, não apenas política, mas também religiosa. Seu racionalismo anterior gradualmente se transformou em uma direção eclesiástica rigorosa, para a qual contribuíram golpes particularmente duros do destino. Na eleição dos novos professores da diretoria da escola, em 31 de outubro de 1835, ele foi injustamente ignorado, e o governo também se recusou a confirmá-lo quando os cônegos de Beromünster o indicaram unanimemente para o cargo de pároco de Kirchberg. O conselho municipal de Aarau compensou esse infortúnio elegendo-o como o primeiro professor e diretor da escola do distrito em 1836, quando o governo acrescentou o cargo de pregador assistente do capítulo Aarau-Zofingen.
Ele mal havia recuperado sua compostura exterior quando foi atingido por outro golpe. Seu irmão altamente talentoso Friedrich Theodor Fröhlich, aluno de Hans Georg Nägeli e Carl Friedrich Zelter e empregado como professor de música na escola cantonal de Aarau desde 1830, cometeu suicídio pulando no rio Aar. Ele era muito próximo a ele. Eles trabalharam juntos por vários anos em um hinário de Argóvia melhorado, do qual um livreto de amostra já havia aparecido em 1834, até que o trabalho completo foi publicado por Fröhlich em 1844 como “Auserlesene Psalmen und geistliche Lieder für die evangelisch-reformierte Kirche des Kantons Aargau”.
A Universidade da Basileia concedeu-lhe um doutorado em filosofia. Embora agora ele tenha se afastado completamente da política e vivido apenas para seu escritório e para a ciência, sua musa não se calou. Publicou vários poemas satíricos, entre os quais “Der junge Deutsch-Michel” (1843; 2.ª edição melhorada e ampliada no mesmo ano; 3.ª edição com um acréscimo em 1846), que lançava críticas não apenas contra os alemães, mas também contra os grevistas e os trabalhadores suíços, enquanto o “Radikale Jesuitenpredigt” (1845), publicado sem seu nome, era, na verdade, uma manifestação poética antirradical no tom do sermão capuchinho de Friedrich Schiller. Ele também escreveu duas coleções de “Trostlieder” (1851 e 1864), que foram escritas após a morte de sua filha e esposa, bem como vários poemas épicos maiores: “Ulrich Zwingli” (1840), “Ulrich von Hutten” (1845) e “Johannes Calvin” (1864). Publicou seu “Gesammelte Schriften” em 1853 em 5 volumes, aos quais foi acrescentado um sexto volume, “Geistliche Lieder”, em 1861. Em geral, não se passava um ano sem que Fröhlich contribuísse com seus dons poéticos (incluindo novelas e contos) individualmente ou em obras coletadas. Seus escritos são, portanto, bastante numerosos.
A realização mais importante de Fröhlich é, sem dúvida, suas fábulas. Ele expandiu consideravelmente o campo das fábulas e deu nova vida a elas, que foram classificadas com aquelas de Hagedorn, Lessing e Gellert. Algumas de suas canções também são inesquecíveis. Seus poemas heroicos: “Ulrich Zwingli” e “Ulrich von Hutten” contêm excelentes detalhes, mas carecem de uma impressão geral verdadeiramente épica. Em suma, Fröhlich é um dos poetas mais notáveis da Suíça; é uma pena que, especialmente em sua poesia posterior, ele tenha dado muito espaço ao ensino teológico.
No verão de 1865, pouco após voltar para casa após um feriado em São Moritz, ele sofreu um derrame. Em seguida, foi para Gebenstorf, onde recebeu os cuidados de seu filho. Lá ele morreu de forma calma e tranquila após um difícil período de 16 semanas de sofrimento. Como ele desejava, seus restos mortais foram levados para Brugg e enterrados no cemitério de lá em 4 de dezembro.

## Publicações
Uma edição de suas obras completas, em cinco volumes, foi publicada em Frauenfeld em 1853. Suas obras principais incluem:
- 170 Fabeln (1825)
- Schweizer Lieder (1827)
- Des Evangelium St. Johannis, in Liedern (1830)
- Elegien an Wieg und Sarg (1835)
- Die Epopöen (1840)
- Ulrich Zwingli (1840)
- Ulrich von Hutten (1845)
- Auserlesene Psalmen und geistliche Lieder für die Evangelisch-reformirte Kirche des Cantons Aargau (1844)
- Über den Kirchengesang der Protestanten (1846)
- Trostlieder (1852)
- Der Junge Deutsch-Michel (1846)
- Reimsprüche aus Staat, Schule, und Kirche (1820)